# Noah Stoddard
Kapitan Noah Stoddard (1755–1850) iz Fairhaven, Massachusetts je bil ameriški gusar, ki se je odlikoval med ameriško revolucijo z vodenjem napada na Lunenburg (1782). V napadu je Stoddard vodil štiri druga gusarska plovila in napadel britansko naselbino v Lunenburg, Nova Škotska 1. julija 1782. V Novi Škotski je bil napad na Lunenburg najbolj spektakularen napad vojne.

## Ameriška revolucija
Stoddard je bil vpleten v prvo pomorsko bitko ameriške revolucije, bitka pri Fairhavenu, ko so patrioti pridobili dve plovili, ki ju je zajela britanska vojna ladja, Falcon, v Buzzards Bay. 14. maja 1775 sta ameriški kapitan Daniel Egery in kapitan Nathaniel Pope iz Fairhavena v škuni Success (40 topov, 30 mož) pridobila dve plovili, ki ju je zajela britanska posadka kapitana Johna Linzeeja (Lindseyja), poveljnika HMS Falcon (14 topov, 110 mož) Kraljeve mornarice. Stoddard in ostali so zajeli prve pomorske ujetnike vojne, 13 britanskih članov posadke, dva sta bila ranjena in eden je umrl. Kasneje je zajel ladjo Fox.
21. in 23. aprila 1780 so USS Hancock (Iris), USS Delaware in HMS Otter zajeli ameriške ladje Amazon, General Wayne in Neptune. Zajetje se je zgodilo nekaj kilometrov od Sandy Hook, [[New Jersey, Iris in Delaware pa sta jih 1. maja pripeljali v New York. Amazon, z osmimi topovi, je imela posadko 30 mož pod poveljstvom kapitana Noaha Stoddarda. Bila je brigantina iz Massachusettsa z vojaško licenco.
Stoddard je aprila 1782 naročil Scammell. Kmalu zatem je rešil 60 ameriških zapornikov na krovu HMS Blonde, ki je nasedla na Seal Island, Nova Škotska. Stoddard je britanski posadki dovolil, da se vrne v Halifax z ladjo HMS Observer (ki je bila na poti vpletena v pomorsko bitka pri Halifaxu).

## Poznejša leta
Leta 1785 je bil Stoddard pridržan med obiskom Halifaxa in tožen na vrhovnem sodišču v Halifaxu s strani bratov Cochran zaradi kraje ruma.
Stoddard je sodeloval tudi pri ustanovitvi akademije New Bedford (kasneje imenovane Fairhaven Academy) (1800).
Med vojno leta 1812 je Stoddard zajel izdajalca pri Fort Phoenix.
Stoddard je umrl v New Bedfordu 29. januarja 1850, star 95 le in je pokopan na pokopališču Riverside v Fairhavenu, Massachusetts.